# Laguna Fea
La laguna Fea es un cuerpo de agua ubicado en el extremo norte de la provincia del Neuquén, Argentina (departamento Minas).

Presenta una forma alargada, de  diez  kilómetros de largo por  dos de ancho, con una profundidad máxima de 250 metros. El espejo de agua,  con un perfil típico en U, se encuentra a 2500 metros sobre el nivel del mar y prácticamente no tiene conexión hidráulica directa superficial con la red de drenaje de la cuenca superior del río Barrancas. Desagua de forma subterránea hacia los arroyos Curamilio y Puente de Tierra por intermedio de manantiales.
Se accede desde el paraje de Cochico, sin embargo no existen caminos hasta la laguna por lo que se debe acceder a caballo, en moto o vehículos especiales de doble tracción.
En la costa norte de la laguna en cercanía del Portal de Valenzuela se encuentra una central automática satelital para la medición en tiempo real de la altura del nivel del agua correspondiente al Comité Interjurisdiccional del Río Colorado (COIRCO).